# アッシュル・ウバリト1世
アッシュル・ウバリト1世（Ashur uballit、在位:紀元前1365年 - 紀元前1330年）は、中アッシリア王国時代のアッシリアの王である。彼の治世はアッシリア史において数百年ぶりにまとまった記録が残る事と、ミタンニの圧力から解放されたことで非常に重要である。
なお在位年は低年代説によれば紀元前1353年～紀元前1318年である。

## 来歴
アッシュル・ウバリト1世は、エリバ・アダド1世の息子として生まれた。彼は長期間にわたってアッシリアの上に君臨していたミタンニ王国を、紀元前1340年頃、ヒッタイトのスッピルリウマ1世の攻撃にあわせて攻撃し、その首都ワシュカンニを占領する事に成功した。
今までアッシリアはアッカドやウルなどに支配され、その度に独立を繰り返した歴史を持つが、このアッシュル・ウバリト１世によってアッシリアは完全に独立を果たした。そのため、ここから後の大国としてのアッシリアの歴史が始まると言われる。
ミタンニの打倒によって自信を深めたアッシュル・ウバリト1世はエジプト宛の外交文書において、エジプト王アメンホテプ4世（アクエンアテン）を「我が兄弟」と呼んだ。当時、大国（バビロニア、エジプト、ヒッタイト、ミタンニ、アラシヤ）の王に対する外交書簡（アマルナ文書）において、この呼び方が認められたのは同じ大国の王のみであり、アッシュル・ウバリト1世がこの文言を採用した事はアッシリア史における転機と言える。また他の手紙の中で彼は、自分の父親を実父のエリバ・アダドではなく、アッシュル・ナディン・アヘ2世と書いている。バビロニア王ブルナ・ブリアシュ2世はこれに不快感を示し、アッシリアを自らの臣下として相手にしないようにエジプトへ忠告している。
だがアッシュル・ウバリト1世はその後、紀元前1333年にバビロニア（カッシート朝）の王ブルナブリアシュ2世が死去したのに乗じて、バビロニアの王位継承問題に介入し、自分の曾孫に当たるクリガルズ2世をバビロニア王位に付ける事に成功し、これが後のアッシリアによるバビロニア介入への第一歩となった。
彼の死後、エンリル・ニラリがアッシリア王位を継いだ。

## 史料:アッシリアとバビロニアがエジプトへ送った外交書簡

### アッシュル・ウバリト1世よりアメンホテプ4世への書簡（後半省略）
「大王、エジプトの王、我が兄弟たるナプフリ（アメンホテプ4世）へ、大王、アッシリアの王、汝の兄弟たるアッシュル・ウバリトは次のことをお伝えします。貴方と貴方の王国に平安のあらんことを。貴方の使節が私の下へ来た事を嬉しく思います。私は貴方へ美しい王者の戦車、白馬2頭、軍用戦車、そしてラピスラズリを送りました。貴方の国には黄金が塵のようにたくさんあると聞いております。それを集めて送って頂きたいのです。私は新しい宮殿の造営に着手しております。それを完成させるのに必要な限りの黄金を送って頂きたいのです。なぜ貴方の目は歪んでおいでなのでしょうか、我が父アッシュル・ナディン・アヘが貴方の下へ人を遣わした時、貴方は20ビルトゥの黄金を送ったではありませんか。また、貴方の父はハニガルバトの王に20ビルトゥの黄金を贈ったではありませんか。しかし、私が貴方の下へ人を遣わしたにもかかわらず、貴方が私に送った黄金は少ないものでしかありません。もしも真の友情を願っておいでならば黄金を送って下さい。そしてまた使者を送って下さい。さすればお求めのものを差し上げましょう…」

### ブルナ・ブリアシュ2世よりアメンホテプ4世への書簡（一部）
「エジプトの王、ナプクルリア（アメンホテプ4世）へ、兄弟たるカルドニアシュ（バビロニア）の王ブルナ・ブリアシュよりお伝えします。幸福が貴方と、貴方の宮殿、貴方の女、貴方の子供、貴方の国…の上にあらん事を。…私の臣下たるアッシリア人を私は貴方の下へ派遣しておりません。なぜ彼らが貴方の国へ現れたのでしょうか。私に親愛の情を感ずるならば、彼らといかなる取引も成立させるべきではありません。彼らを手ぶらで返して下さい。貴方へ贈り物として、美しいラピスラズリを3つと木製戦車用の馬を5組お送りします。」
※ナプフリ、ナプクルリアは、ネフェル・ケペルの訛。